# Pasaco

Pasaco é uma cidade da Guatemala do departamento de Jutiapa.